# Meister des Heiligen Augustinus
Als Meister des Heiligen Augustinus (fälschlich auch Meister der Legende des Heiligen Augustinus) wird ein Maler aus dem Flandern der Spätgotik bezeichnet. Der namentlich nicht bekannte Künstler war um 1480/90 in Brügge tätig. Er ist benannt nach dem von ihm geschaffenen Flügelaltar mit Szenen aus dem Leben des Heiligen Augustinus. Der Name geht auf Max J. Friedländer zurück.

## Werke (Auswahl)

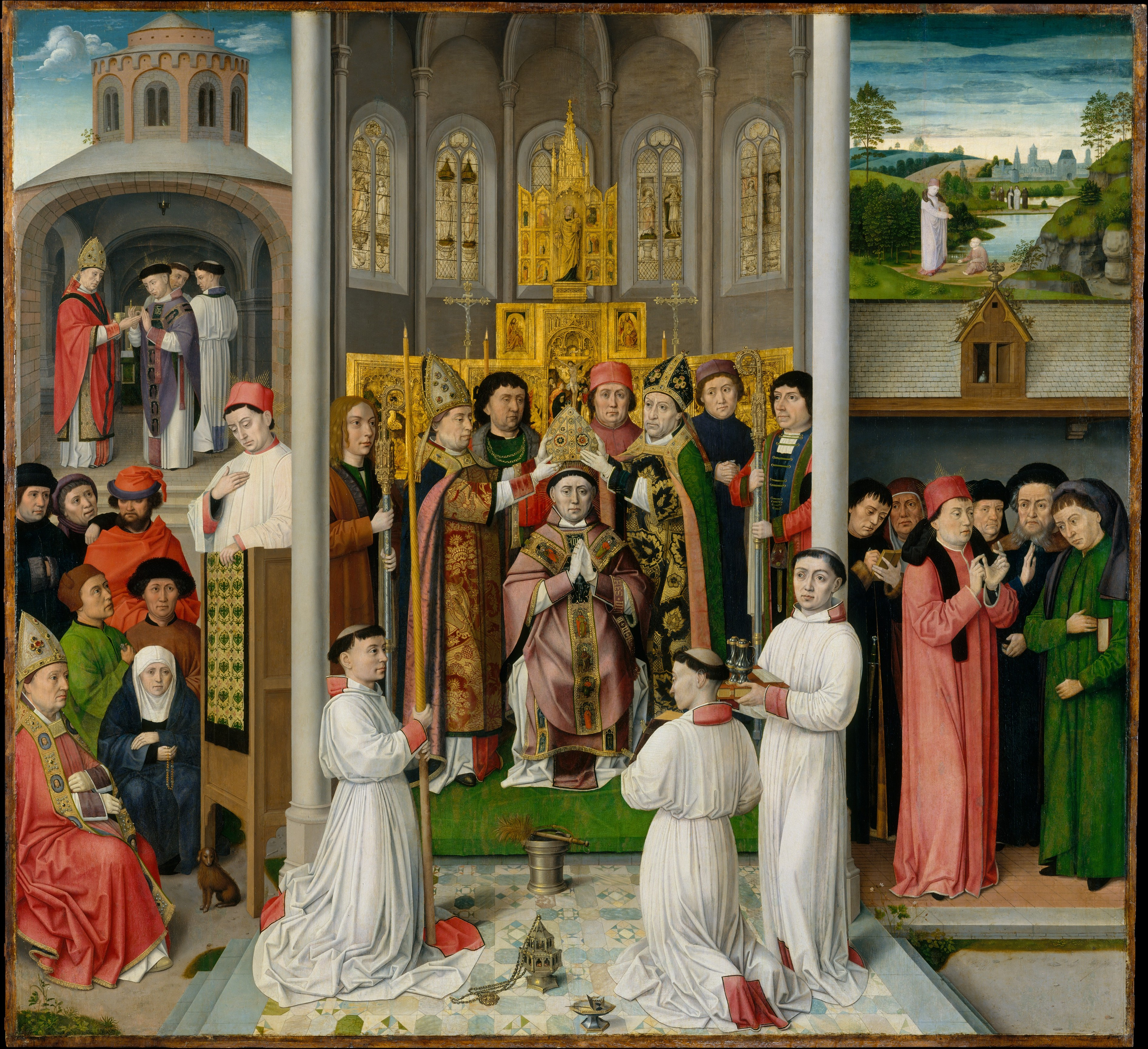
New York, Metropolitan Museum of Art 61.199

- Szenen aus dem Leben des Heiligen Augustinus, ca. 1490, The Cloisters Collection, Metropolitan Museum of Art, New York 61.199, Mittelteils eines Flügelaltars[1]
- Tod des Heiligen Augustinus, ca. 1490, National Gallery of Ireland, Dublin NGI.823, rechter Flügel des Altars heute in New York[2]
- Heiliger Augustinus und Heiliger Paulus, ca. 1490, Suermondt-Ludwig-Museum, Aachen, Fragment der Außenseite eines Flügels des Altars heute in New York

Des Weiteren wird dem Meister des Heiligen Augustinus z. B. das Portrait eines Mannes, heute in Privatbesitz, zugeordnet.